# The Lunch Date
The Lunch Date ist ein US-amerikanischer Kurzfilm aus dem Jahr 1989.

## Handlung
In einem Café steht eine Frau von ihrem Tisch auf, um sich Besteck zu holen. Als sie wiederkommt, sieht sie einen Schwarzen, der an ihrem Tisch von ihrem Essen isst. Sie setzt sich dazu und teilt ihr Mahl mit ihm. Der Schwarze bestellt danach Kaffee für sie und sich selber. Als der Fremde geht, schaut die Frau sich im Raum um und merkt, dass sie nicht an ihrem eigenen Tisch sitzt.

## Auszeichnungen
1991 wurde der Film in der Kategorie Bester Kurzfilm mit dem Oscar ausgezeichnet.
Bei den Internationalen Filmfestspielen von Cannes gewann er die Goldene Palme in der Kategorie Bester Kurzfilm.
Beim Torino Film Festival bekam Adam Davidson den Preis der Stadt Turin überreicht.
Zwei Preise gewann der Film bei der Verleihung der Student Academy Awards: den Kurzfilmpreis und den DGA Student Film Award.

## Hintergrund
Uraufgeführt wurde der Film am 3. Dezember 1989 in New York.